# Playground Games
Playground Games Limited är ett engelskt företag som utvecklar datorspel. Företaget grundades 2010 i Leamington Spa och har främst utvecklat Horizon-spelen i Forzaserien.
Playground Games köptes av Microsoft i juni 2018 och är sedan dess en del av Xbox Game Studios. I januari 2018 framkom det att företaget arbetade med ett nytt spel i Fableserien.

## Ludografi
| År   | Titel           | Plattform(ar)                                     |
| ---- | --------------- | ------------------------------------------------- |
| 2012 | Forza Horizon   | Xbox 360                                          |
| 2014 | Forza Horizon 2 | Xbox 360, Xbox One                                |
| 2016 | Forza Horizon 3 | Windows, Xbox One                                 |
| 2018 | Forza Horizon 4 | Windows, Xbox One, Xbox Series X/S                |
| 2021 | Forza Horizon 5 | Windows, Xbox One, Xbox Series X/S, Playstation 5 |
| 2026 | Fable           | Windows, Xbox Series X/S                          |